# Parafia Trójcy Świętej w Lowell
Parafia Trójcy Świętej w Lowell (ang. Holy Trinity Parish) – parafia rzymskokatolicka położona w Lowell w stanie Massachusetts w Stanach Zjednoczonych.
Jest ona jedną z wielu etnicznych, polonijnych parafii rzymskokatolickich w Nowej Anglii z mszą św. w j. polskim dla polskich imigrantów.
Parafia dedykowana jest Trójcy Świętej.

## Historia
W 1903 r. zakupiono działkę na High St. a na wiosnę roku 1904 rozpoczęto prace budowlane. Projekt budowli stworzył architekt Sheehaan z Bostonu. W czerwcu 1904 roku arcybiskup Williams skierował ojca Stanisława Aleksandra Ogonowskiego do Lowell z kanoniczną misją organizacji i stworzenia kościoła polskiego. Liczebność parafii wynosiła w tym czasie ok. 80 rodzin.
19 sierpnia 1904 roku biskup Allen  dokonał konsekracji nowego kościoła. Obecni przy poświęceniu byli księża z pobliskich parafii, jak również członkowie Towarzystwa Św. Michała, jedynej natenczas organizacji parafialnej.
W 1907 zakończono budowę szkoły i oddano ją  pod patronat św. Stanisława Kostki. Szkoła ta była pierwszą polską szkołą parafialną w Archidiecezji Bostońskiej. W 1910 roku, siostry zakonne z Zgromadzenia Sióstr Felicjanek z Buffalo, Nowy Jork, rozpoczęły w szkole pracę.
W 1927 roku zakupiono pięć akrów ziemi na własny cmentarz naprzeciwko cmentarza św. Patryka.
Po II wojnie światowej wzniesiono na cmentarzu piękną marmurową Pasję (scenę ukrzyżowania) oraz ołtarz, w miejscu gdzie co roku odprawiana jest msza św. podczas obchodów (ang.) Memorial Day. U podnóża ołtarza leżą prochy parafian, którzy za Ojczyznę złożyli najwyższą ofiarę.

## Duszpasterze
- ks. Stanisław Aleksander Ogonowski (1904-1955)
- ks. Edward Naguszewski (1955-1976)
- ks. John Abucewicz (1976-1995)
- ks. Jon C. Martin (1995-1997)
- ks. Stanisław Kempa (1997–2014)
- ks. Nicholas A. Sannella (2014 - )

## Organizacje parafialne
- Towarzystwo Najświętszego Imienia[1]
- Sodalicja Matki Boskiej Częstochowskiej[2]
- Rycerze Kolumba

## Szkoły parafialne
- Szkoła św. Stanisława Kostki

Szkoła Św. Stanisława jest katolicką wspólnotą szkolną z klasami od przedszkolnej do ósmej.